# Jordan Staal
Jordan Staal (* 10. September 1988 in Thunder Bay, Ontario) ist ein kanadischer Eishockeyspieler, der seit Juni 2012 bei den Carolina Hurricanes in der National Hockey League unter Vertrag steht. Das Team führt er seit 2019 als Kapitän an. Zuvor war der Center sechs Jahre für die Pittsburgh Penguins aktiv, mit denen er in den Playoffs 2009 den Stanley Cup gewann. Zudem wurde er mit der kanadischen Nationalmannschaft im Jahre 2007 Weltmeister.

## Karriere
Jordan Staal begann seine Karriere 2004 in der kanadischen Juniorenliga Ontario Hockey League bei den Peterborough Petes. Dort gewann er die OHL-Meisterschaft und war einer der Topscorer seines Teams. Im Juni wurde er von den Pittsburgh Penguins im NHL Entry Draft 2006 an zweiter Position ausgewählt.

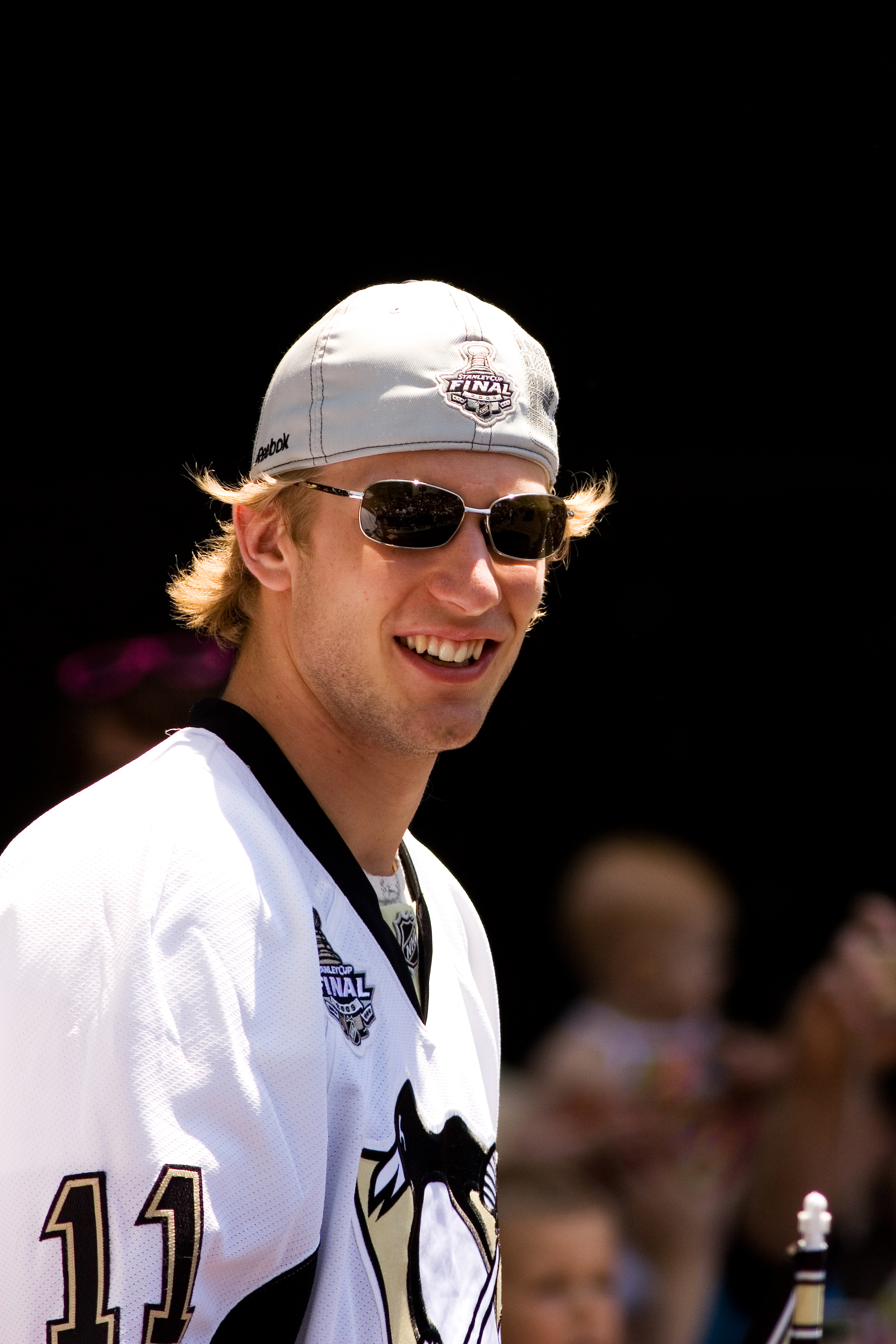
Staal bei der Stanley-Cup-Parade der Pittsburgh Penguins (2009)

Staal stand bereits zum Beginn der Saison 2006/07 im Team der Penguins in der National Hockey League. Sein erstes Tor erzielte er beim 6:5-Sieg gegen die New York Rangers, seinem dritten NHL-Spiel. Im vierten Spiel der Saison traf er zum ersten Mal auf seinen älteren Bruder Eric von den Carolina Hurricanes. Das Spiel ging jedoch deutlich mit 1:5 verloren.
Es gab Diskussionen um Jordan Staal, ob er nach dem neunten Spiel zurück in die Juniorenliga OHL geschickt werden soll. Staal brachte zwar gute Leistungen, aber da sein Einstiegsvertrag in der NHL erst mit dem zehnten absolvierten Saisonspiel einsetzte, gab es diese Überlegungen von Seiten des Managements der Penguins. Grund dafür war das Transfer- und Vertragssystem in der NHL. Durch das frühe Einsetzen des Einstiegsvertrags kann Staal viel früher von anderen Teams als Unrestricted Free Agent verpflichtet werden, ohne dass die Pittsburgh Penguins eine Gegenleistung erhalten würden. Das Management entschied sich schließlich dafür Staal weiter in der NHL einzusetzen.
Staal spielte eine sehr überzeugende erste Saison und wurde speziell in der Checkingline und in Unterzahlsituationen eingesetzt. Zum Ende der Saison hatte er die meisten Unterzahltore in der Liga erzielt und nahm mit den Penguins an den Playoffs teil. Staal steuerte zwar drei Tore bei, doch die Saison war trotzdem nach der ersten Runde beendet, da die Penguins gegen die Ottawa Senators verloren. Kurz darauf nahm er mit der kanadischen Nationalmannschaft an der Weltmeisterschaft teil und gewann die Goldmedaille.
In der Saison 2007/08 erreichte Staal mit den Pittsburgh Penguins den Einzug ins Stanley-Cup-Finale, wo sie jedoch an Detroit scheiterten. Ein Jahr später setzte sich das Team im Finale gegen Detroit mit 4:3-Siegen durch. In der Saison 2009/10 erzielte Staal wie eine Spielzeit zuvor 49 Scorerpunkte während der regulären Saison. Mit den Penguins scheiterte er in den Conference-Halbfinals in sieben Begegnungen gegen die Montréal Canadiens. Nachdem er seinen ersten vier Spielzeiten lediglich ein NHL-Spiel verpasst hatte, wurde Staal zur Saison 2010/11 aufgrund einer Fußverletzung für längere Zeit außer Gefecht gesetzt, sodass er bis Anfang Januar 2011 vom Spielbetrieb aussetzen musste. Während des NHL Entry Draft 2012 wurde für die achte Position sowie die Spieler Brandon Sutter und Brian Dumoulin an die Carolina Hurricanes abgegeben, wo er bis 2016 zusammen mit seinem Bruder Eric spielte, der zu den New York Rangers wechselte.
Mit Beginn der Saison 2017/18 übernahm Staal (gemeinsam mit Justin Faulk) das Kapitänsamt bei den Hurricanes, gab dieses allerdings nach einer Saison an Justin Williams ab. Nachdem Williams und Faulk das Team nach der Saison 2018/19 verlassen hatten, erhielt er das „C“ auf der Brust ein zweites Mal. Gegen Ende der Spielzeit 2020/21 bestritt er in der Folge sein 1000. Spiel der regulären Saison in der NHL.

## Erfolge und Auszeichnungen
| - 2005 OHL Second All-Rookie-Team - 2006 Teilnahme am CHL Top Prospects Game - 2006 CHL Top Draft Prospect Award - 2006 J.-Ross-Robertson-Cup-Gewinn mit den Peterborough Petes | - 2007 Teilnahme am NHL YoungStars Game - 2007 NHL All-Rookie Team - 2009 Stanley-Cup-Gewinn mit den Pittsburgh Penguins |

### International
- 2007 Goldmedaille bei der Weltmeisterschaft

## Karrierestatistik
Stand: Ende der Saison 2024/25

### International
Vertrat Kanada bei:
- World U-17 Hockey Challenge 2005
- Weltmeisterschaft 2007
- Weltmeisterschaft 2013

(Legende zur Spielerstatistik: Sp oder GP = absolvierte Spiele; T oder G = erzielte Tore; V oder A = erzielte Assists; Pkt oder Pts = erzielte Scorerpunkte; SM oder PIM = erhaltene Strafminuten; +/− = Plus/Minus-Bilanz; PP = erzielte Überzahltore; SH = erzielte Unterzahltore; GW = erzielte Siegtore; 1 Play-downs/Relegation; Kursiv: Statistik nicht vollständig)

## Familie
Jordan Staal stammt aus einer Eishockeyfamile. Seine beiden älteren Brüder Eric und Marc wurden bereits von NHL-Teams gedraftet und Eric gewann 2006 mit den Carolina Hurricanes den Stanley Cup. Der jüngste Bruder Jared Staal wurde von den Phoenix Coyotes im NHL Entry Draft 2008 in der zweiten Runde an Position 49 ausgewählt.